# Куланырхуа
Кула́нырхуа — (абх. Ҟәланырхәа; груз. ყულანურხვა) — село в Абхазии, в Гудаутском районе частично признанной Республики Абхазия, согласно административному делению Грузии — в Гудаутском муниципалитете Абхазской Автономной Республики. Расположено к северо-востоку от райцентра Гудаута в равнинно-холмистой зоне. До 1992 года село официально именовалось Куланурхва.
В административном отношении село является административным центром Куланырхвинской сельской администрации (абх. Ҟәланырхәа ақыҭа ахадара), в прошлом Куланурхвинского сельсовета.

## Географическое положение

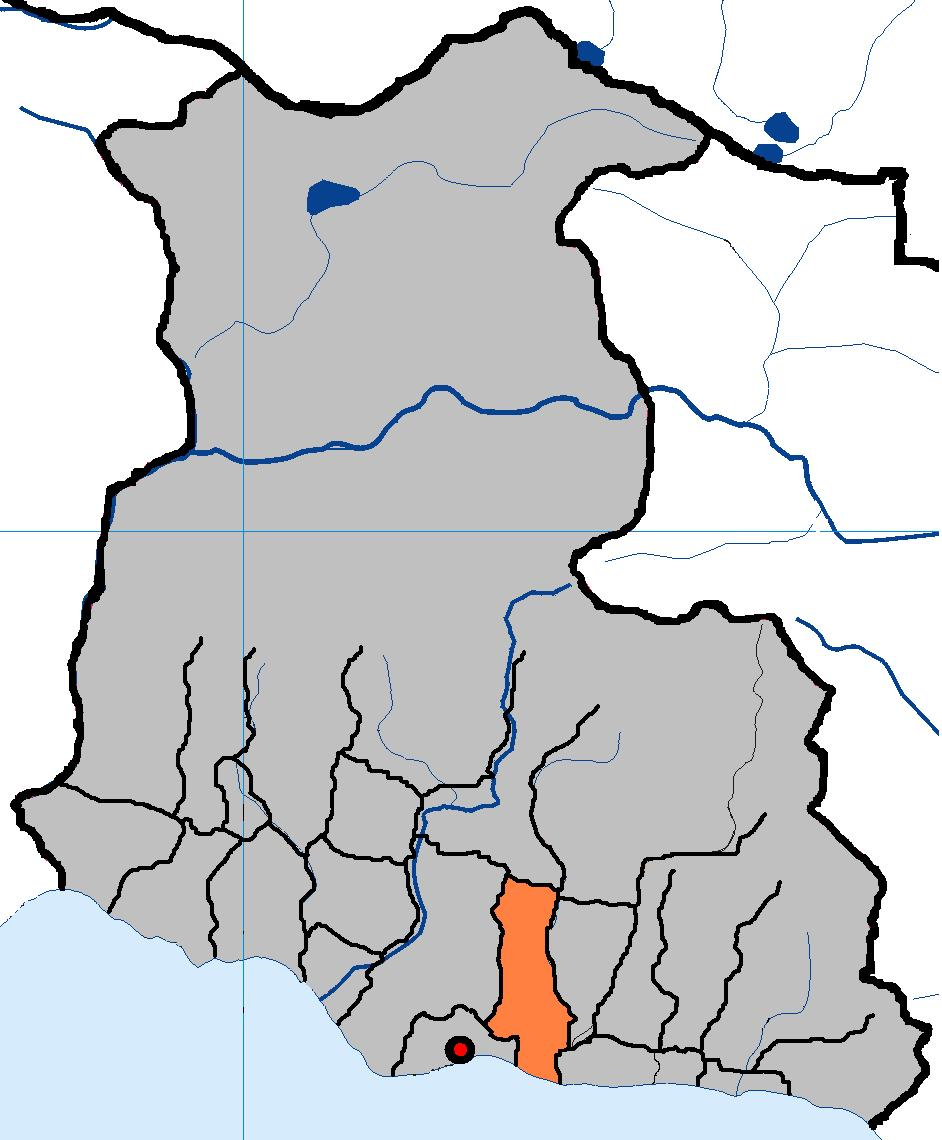
Расположение села Куланырхуа

Село (администрация) Куланырхуа исторически включает 8 посёлков (абх. аҳабла):
- Абгаюара (собственно Куланырхуа)
- Адейгуара
- Арютаа
- Ачкыца (Аджкыца)
- Осиаарху
- Тамкуач Игуаюа
- Тасракуа
- Цвышаарху

На севере Куланырхуа граничит с сёлами Дурипш и Ачандара, на востоке Куланырхуа граничит с селом Абгархук по реке Дахуара, на юге территория сельской администрации выходит к Гудаутской бухте Чёрного моря, на западе — с селом Лыхны и городом Гудаута.

## Население
По данным переписи 1959 года в селе Куланурхва жило 92 человека, в основном абхазы (в Куланурхвском сельсовете в целом — 1662 человека, также в основном абхазы. По данным переписи 1989 года население Куланурхского сельсовета составило 1932 человека, в том числе села Куланурхва — 92 человека, в основном абхазы. По данным переписи 2011 года численность населения сельского поселения (сельской администрации) Куланырхуа составила 1358 жителей, из них 94,3 % — абхазы (1280 человек), 3,9 % — армяне (53 человека), 0,7 % — русские (10 человек), 0,5 % — грузины (7 человек), 0,1 % — украинцы (1 человек), 0,1 % — греки (1 человек), 0,4 % — другие (6 человек).
До середины XX века Куланырхуа не выделялось в отдельную сельскую общину, и переписных данных о населении села до 1959 года не имеется.
| Год переписи | Число жителей | Этнический состав               |
| ------------ | ------------- | ------------------------------- |
| 1959         | 1662          | абхазы (нет точных данных)      |
| 1989         | 1932          | абхазы (нет точных данных)      |
| 2011         | 1358          | абхазы (94,3 %), армяне (3,9 %) |

Куланырхуа вплотную примыкает к городу Гудаута. В село из Гудауты ведут две асфальтированные дороги. Одна начинается практически в центре Гудауты, ведёт к городской больнице и далее в село Куланырхуа. Другая связывает Куланырхуа с восточной окраиной Гудауты — так называемым «Замостянским краем». Не будучи знакомым с местностью, не представляется возможным определить, в каком именно населённом пункте вы находитесь ввиду отсутствия дорожных знаков, информирующих о том, где закончился город и началось село. Тип застройки, характер расселения и преобладающая хозяйственная деятельность на окраинах райцентра и в прилегающих селениях практически идентичны.